# The Kovenant
The Kovenant (do 1999. Covenant) norveški je metal-sastav osnovan 1992. u Bergenu.

## Povijest sastava
Sastav je osnovan 1992. pod imenom Covenant. Godine 1994. sastav objavljuje demoalbum From the Storm of Shadows, a 1997. prvi studijski album In Times Before the Light. Izvorno je svirao black metal, no od albuma Animatronic (objavljenom 1999.) počinje eksperimentirati s glazbom i postaje industrial metal-sastav. Godine 1999. nakon objavljena albuma Nexus Polaris, mijenja ime u The Kovenant jer je postojao pop-sastav s istim imenom.

## Članovi sastava
Sadašnja postava
- Amund "Psy Coma" Svensson – gitara (1992. – danas), klavijature (1993. – 1998., 1999. – danas), bas-gitara (1994. – 1997., 2002.)
- Stian "Lex Icon" Arnesen – vokal (1992. – danas), bubnjevi (1993. – 1997., 2002.), klavijature (1993. – 1997., 1999. – danas), bas-gitara (1997. – danas)

Bivši članovi
- Shnaga – bubnjevi (1992. – 1993.)
- Kharon – bas-gitara (1994.)
- Astennu – gitara (1998. – 1999.)
- Jan Axel von Blomberg – bubnjevi (1999. – 2003.)
- Angel – gitara (2000. – ?)
- Kent Frydenlund – bubnjevi (2003. – 2009.)
- Geir Bratland – klavijature (2003. – 2009.)
- Sverd – klavijature (1998.)
- Sarah Jezebel Deva – vokal (1998.)

Bivši koncertni članovi
- Kine Hult – klavijature (1998.)
- Jan Axel von Blomberg – bubnjevi (2008. – 2010.)
- Sverd – klavijature (2009. – 2010.)
- Sarah Jezebel Deva – vokal (2009. – 2010.)

## Diskografija
Studijski albumi
- In Times Before the Light (1997., kao Covenant)
- Nexus Polaris (1998., kao Covenant)
- Animatronic (1999.)
- SETI (2003.)

EP-ovi
- SETI 4-Track Club EP (2003.)

Demo uradci
- From the Storm of Shadows (1994., kao Covenant)
- Promo 1995 (1995., kao Covenant)